# VI. Armeekorps

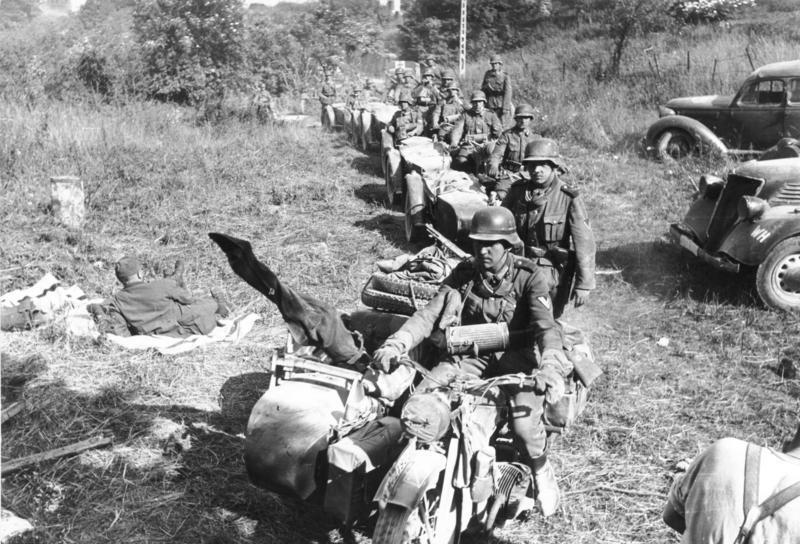
VI.armeekorps i Frankrike umder andra världskriget

VI. Armeekorps var en tysk armékår under andra världskriget. Kåren organiserades den 1 oktober 1934.

## Fall Gelb

### Organisation
Armékårens organisation den 16 juni 1940:
- 15. Infanterie-Division
- 205. Infanterie-Division

## Operation Barbarossa

### Organisation
Armékårens organisation den 22 juni 1941:
- 26. Infanterie-Division
- 6. Infanterie-Division

## Slaget om Moskva

### Organisation
Armékårens organisation den 2 oktober 1941:
- 10. Infanterie-Division
- 26. Infanterie-Division

## Operation Mars

### Organisation
Armékårens organisation den 20 november 1942:
- 197. Infanterie-Division
- 7. Flieger-Division
- SS-Kavallerie-Division
- 20. Panzer-Division
- 205. Infanterie-Division
- 330. Infanterie-Division

## Befälhavare
Kårens befälhavare:
- General der artillerie Günther von Kluge 1 oktober 1934-24 november 1938
- General der Pioniere Otto-Wilhelm Förster 24 november 1938-31 december 1941
- General der Infanterie Bruno Bieler  1 januari 1942–31 oktober 1942
- General der Infanterie Hans Jordan  1 november 1942–20 maj 1944
- General der Infanterie Georg Pfeiffer  20 maj 1944–28 juni 1944
- General der Artillerie Helmuth Weidling  28 juni 1944–11 augusti 1944
- General der Infanterie Horst Großmann  11 augusti 1944–8 maj 1945

Stabschef:
- Generalmajor Siegfried Mummenthey 1 oktober 1934-1 oktober 1937
- Generalmajor Georg von Sodenstern  1 oktober 1937–1 december 1938
- Generalmajor Walther Düvert  1 december 1938–15 januari 1941
- Oberst Hans Degen  15 januari 1941–1 juli 1942
- Oberst Willy Mantey  1 juli 1942–1 juli 1944